# Турово (Красноярский край)
Турово — село в Абанском районе Красноярского края России. Административный центр Туровского сельсовета.

## География
Село находится в восточной части Красноярского края, на расстоянии приблизительно 19 км (по прямой) к востоку от посёлка Абан, административного центра района. Абсолютная высота — 323 м над уровнем моря.

## История
Основано в 1899 году. По данным 1929 года в селе имелось 115 хозяйств и проживало 570 человек (в основном — русские). Функционировали школа и лавка общества потребителей. В административном отношении являлось центром Туровского сельсовета Абанского района Канского округа Сибирского края.

## Население
| 1926 | 1989 | 2002 | 2010 |
| ---- | ---- | ---- | ---- |
| 570  | ↘493 | ↘364 | ↘276 |

Гендерный состав
По данным Всероссийской переписи населения 2010 года, в селе проживало 276 жителей (134 мужчины и 142 женщины).
Национальный состав
Согласно результатам переписи 2002 года, в национальной структуре населения русские составляли 100 %.

## Улицы
Уличная сеть села состоит из двух улиц (ул. Комсомольская и ул. Советская).

## Инфраструктура
В селе функционируют фельдшерско-акушерский пункт, библиотека и сельсовет.